# Стубен (окръг, Ню Йорк)
Окръг Стубен (на английски: Steuben County) е окръг в щата Ню Йорк, Съединени американски щати. Площта му е 3636 km², а населението - 96 281 души (2017). Административен център е село Бат.